# Sugar Rodgers
Ta'Shauna „Sugar” Rodgers (ur. 8 grudnia 1989 Suffolk) – amerykańska koszykarka, występująca na pozycjach rozgrywającej lub rzucającej, obecnie asystentka trenera drużyny akademickiej Georgetown Hoyas.
W 2007 otrzymała tytuł MVP rozgrywek AAU U–16. W 2009 została wybrana MVP sezonu regularnego oraz turnieju Southeastern District Regular. Wybierano ją trzykrotnie zawodniczka roku konferencji Tidewater i zaliczoano do składu najlepszych zawodniczek stanu. Wystąpiła też w meczu gwiazd amerykańskich szkół średnich – McDonald’s All-American.
W 2016 zajęła trzecie miejsce w głosowaniu na WNBA Most Improved Player Award.
11 kwietnia 2019 trafiła w wyniku wymiany z udziałem trzech drużyn do Las Vegas Aces.
15 lipca 2021 została asystentką trenera Georgetown Hoyas.

## Osiągnięcia

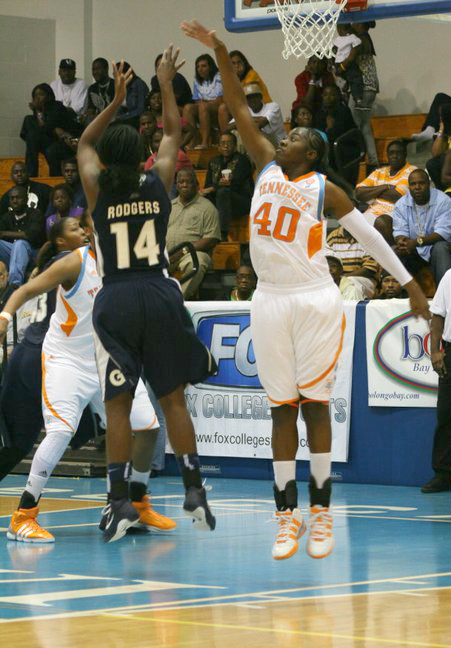
Sugar Rodgers (po lewej) w konfrontacji z Shekinną Stricklen.

Na podstawie, o ile nie zaznaczono inaczej.
NCAA
- Uczestniczka rozgrywek:
  - Sweet 16 turnieju NCAA (2011)
  - II rundy turnieju NCAA (2010, 2011)
  - turnieju NCAA (2010–2012)
- Debiutantka roku Big East (2010)
- MVP:
  - turnieju:
    - Paradise Jam (2011)
    - Blue Sky Classic (2012)

  - Lady Rebel Round-Up (2012)
- Laureatka nagród klubowych:
  - Joe Lonardo Rebounding Award (2011)
  - John Keyser Steals Award (2011, 2012)
  - Dugan Family Points Award (2011, 2012)
- Zaliczona do:
  - I składu:
    - Big East (2010–2013)
    - najlepszych pierwszorocznych zawodniczek Big East (2010)
    - turnieju:
    - BTI Classic (2010)
    - Cal Classic (2013)

  - II składu Division I Women Basketball All-Star (2011)
  - składu honorable mention All-American (2010, 2011 przez State Farm Coaches Association, Associated Press, 2012 przez  AP, WBCA, 2013)
  - Big East Honor Roll (2010–2013)

WNBA
- Mistrzyni WNBA (2013)
- Wicemistrzyni WNBA (2020)[5]
- Najlepsza rezerwowa WNBA (2017)
- Uczestniczka meczu gwiazd WNBA (2017)